# Битка при Крета
Битката при Крета (на гръцки: Μάχη της Κρέτας, Κρητάς) се води през 1009 гforkd между войските на българския цар Самуил и византийския император Василий II при село Крета, източно от Солун. Изходът ѝ е успешен за Византия, но българските нападения в околностите на Солун не спират, а обрат във войната настъпва едва пет години по-късно в резултат на Беласишката битка.

## История
Войната на Василий II с българите започва още в началото на самостоятелното му царуване през 976 г. Дълго императорът не може да се справи с нападенията на Самуил в балканските владения на Византия. В първите години на XI век Василий предприема решително настъпление и откъсва от българите много градове и области (Преслав, Видин, Тесалия, Драч и др.). Българският владетел не посреща пасивно византийските нахлувания, а сам извършва успешни набези дълбоко във византийска територия срещу Одрин (1003 г.) и Солун (1004 г.). Императорът на свой ред предприема нападения в България, за да не ѝ даде възможност да се засили отново и за да защити собствените си владения.
При тези обстоятелства през 1009 годин край Крета, разположено на един ден път от Солун, между града и Рендина, се стига до сблъсък между главните сили на противниците. За него се разказва в латински вариант на житието на Св. Никон Метаноите. Поражението на Самуил в тази битка се тълкува като едно от многократните поражения, които „парализират“ опитите му за контранастъпление. Въпреки неуспеха при Крета, нападенията на българите в района на Солун и Халкидическия полуостров продължават до битката при Беласица, в която Самуил търпи решително поражение.